# Maradik
Maradik (izvirno srbsko Марадик) je naselje v Srbiji, ki upravno spada pod Občino Inđija; slednja pa je del Sremskega upravnega okraja.

## Demografija
V naselju živi 1788 polnoletnih prebivalcev, pri čemer je njihova povprečna starost 39,1 let (36,9 pri moških in 41,2 pri ženskah). Naselje ima 771 gospodinjstev, pri čemer je povprečno število članov na gospodinjstvo 2,97.
Prebivalstvo je večinoma nehomogeno.
|  |

| Demografija | Demografija     | Demografija     |
| Leto        | Št. prebivalcev | Št. prebivalcev |
| ----------- | --------------- | --------------- |
|             |                 |                 |
|             |                 |                 |
|             |                 |                 |
|             |                 |                 |
| 1948        | 2597            |                 |
| 1953        | 2766            |                 |
| 1961        | 2651            |                 |
| 1971        | 2350            |                 |
| 1981        | 2255            |                 |
| 1991        | 2120            | 2039            |
| 2002        | 2431            | 2298            |
|             |                 |                 |

| Etnična sestava po popisu iz leta 2002 | Etnična sestava po popisu iz leta 2002 | Etnična sestava po popisu iz leta 2002 | Etnična sestava po popisu iz leta 2002 | Etnična sestava po popisu iz leta 2002 |
| -------------------------------------- | -------------------------------------- | -------------------------------------- | -------------------------------------- | -------------------------------------- |
| Srbi                                   | Srbi                                   |                                        | 1.394                                  | 60,66%                                 |
| Madžari                                | Madžari                                |                                        | 552                                    | 24,02%                                 |
| Hrvati                                 | Hrvati                                 |                                        | 105                                    | 4,56%                                  |
| Jugoslovani                            | Jugoslovani                            |                                        | 90                                     | 3,91%                                  |
| Slovaki                                | Slovaki                                |                                        | 14                                     | 0,60%                                  |
| Črnogorci                              | Črnogorci                              |                                        | 13                                     | 0,56%                                  |
| Ukrajinci                              | Ukrajinci                              |                                        | 6                                      | 0,26%                                  |
| Romi                                   | Romi                                   |                                        | 3                                      | 0,13%                                  |
| Nemci                                  | Nemci                                  |                                        | 3                                      | 0,13%                                  |
| Makedonci                              | Makedonci                              |                                        | 2                                      | 0,08%                                  |
| Bolgari                                | Bolgari                                |                                        | 2                                      | 0,08%                                  |
| Čehi                                   | Čehi                                   |                                        | 1                                      | 0,04%                                  |
| Romuni                                 | Romuni                                 |                                        | 1                                      | 0,04%                                  |
| Neznano                                | Neznano                                |                                        | 12                                     | 0,52%                                  |